# Финансовый калькулятор

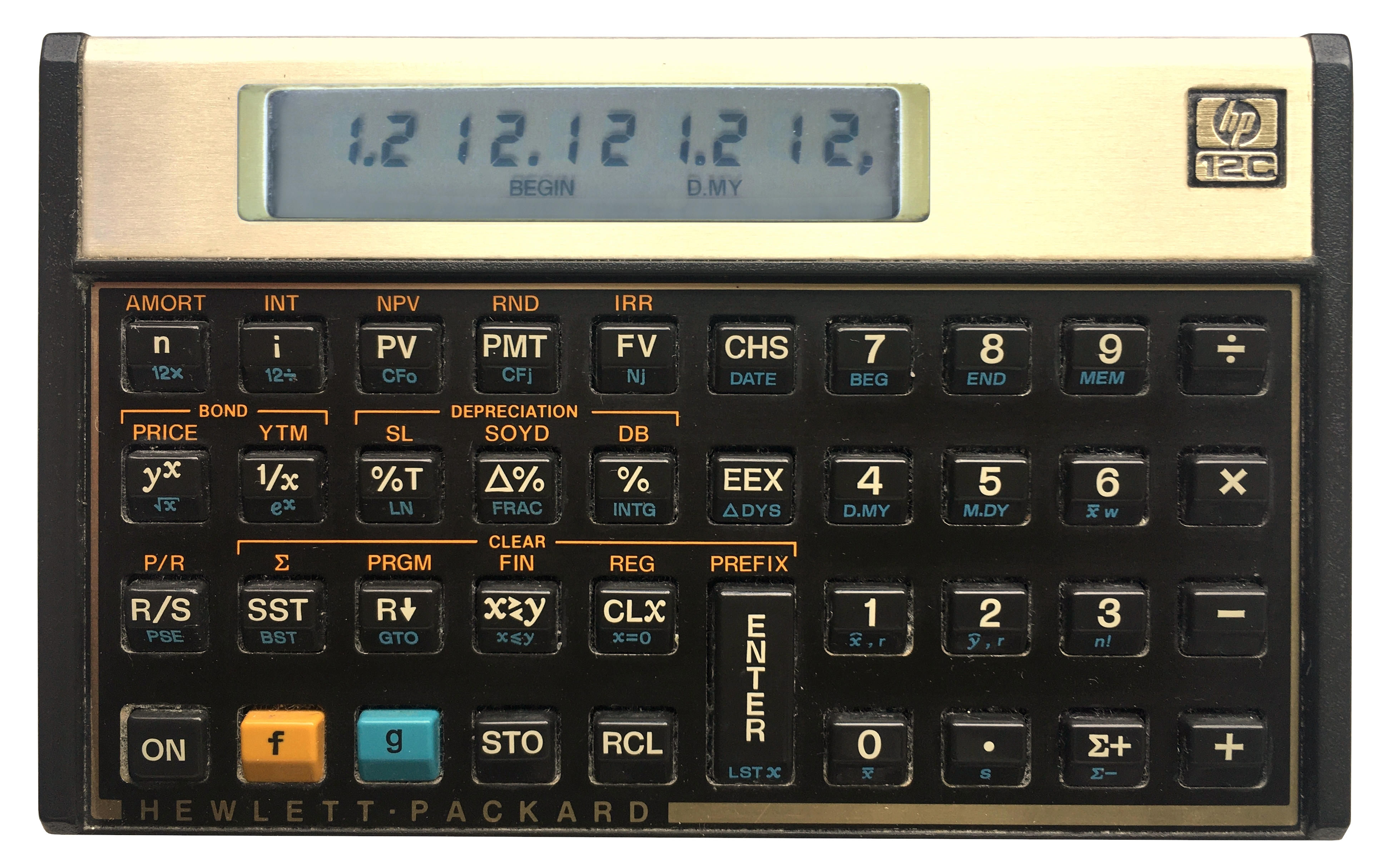
Финансовый калькулятор HP-12C, имеющий функции для расчёта амортизации и чистой приведённой стоимости

Финансовый калькулятор (англ. Financial calculator) или бизнес-калькулятор (англ. business calculator) — это электронный калькулятор, который выполняет финансовые функции, обычно необходимые в деловых кругах.

## Описание
При помощи таких устройств обычно можно вычислять простой процент, сложный процент, денежный поток, амортизацию, конвертацию, стоимость, маржу и т. д. и т. п. Часто имеет отдельные кнопки для многих финансовых расчётов и функций, что делает такие вычисления более простыми, чем на стандартных калькуляторах. Также иногда может программироваться пользователем, позволяя добавлять функции, которые производитель не предоставил по умолчанию.
Примерами финансовых калькуляторов являются HP-12C, HP-10B и TI BA II. Ряд графических калькуляторов, таких как FX-9860GII, TI-89 Titanium и HP-48GII, имеют возможность производить сложные финансовые расчёты.